# エルリ
エルリ(伊: Erli)は、イタリア共和国リグーリア州サヴォーナ県にある、人口約200人の基礎自治体（コムーネ）。

## 地理

### 位置・広がり

#### 隣接コムーネ
隣接するコムーネは以下の通り。括弧内のCNはクーネオ県所属を示す。
- カステルビアンコ
- カステルヴェッキオ・ディ・ロッカ・バルベーナ
- ガレッシオ (CN)
- ナジーノ
- ズッカレッロ

### 地震分類
イタリアの地震リスク階級 (it) では、3 に分類される
。

## 行政

### 分離集落
エルリには、以下の分離集落（フラツィオーネ）がある。
- Bassi, Berrioli, Gazzo